# Berti (cognome)
Berti è un cognome di lingua italiana.

## Varianti
Bert, Berta, Bertaggia, Bertagnoli, Bertagnolli, Bertagnollo, Bertagnolo, Bertarelli, Bertarini, Bertatini, Bertato, Berte, Bertè, Bertella, Bertelle, Bertelli, Bertellini, Bertellino, Bertello, Bertelloni, Bertellotti, Bertera, Berteri, Bertero, Berticci, Bertieri, Bertiero, Bertin, Bertina, Bertinelli, Bertinetti, Bertinetto, Bertini, Bertinotti, Berto, Bertoia, Bertogli, Bertoglia, Bertoglio, Bertolla, Bertolli, Bertollini, Bertollo, Berton, Bertona, Bertonasco, Bertone, Bertoni, Bertot, Bertotti, Bertotto, Bertuccelli, Bertucci, Bertuccini, Bertuccio, Bertuccioli, Bertuzzelli, Bertuzzi, Bertuzzo, De Berti, Di Berto.

## Origine e diffusione
Il cognome è tipicamente centro-settentrionale.
Potrebbe derivare dal germanico berth, "lucente, illustre", o dalla contrazione di un nome contenente lo stesso elemento.
In Italia conta circa 8039 presenze.
La variante Bertè è messinese, piacentina e trentina; Bert è torinese, friulano e trentino; Bertera è lombardo; Bertero è torinese e cuneese; Bertoia è pordenonese; De Berti è varesotto e veronese; Berto è veneto, lombardo e piemontese; Di Berto è pescarese e romano; Bertoni è lombardo, emiliano, ligure, toscano e udinese; Bertone è piemontese e ligure, con comparse a Napoli e Isernia; Berton è veneto; Bertona è del Novarese; Bertonasco è ligure e piemontese; Bertin è padovano; Bertini è presente in Toscana e nel centro-nord Italia; Bertina è piemontese; Bertinelli è lombardo, emiliano, parmense, bolognese, perugino e romano; Bertinetti è torinese e biellese; Bertinetto è tipico del Piemonte occidentale; Bertotti è trentino e piemontese; Bertot è tipico del Torinese; Bertotto è veneziano e piemontese; Bertagnoli è veronese; Bertarelli è emiliano e romagnolo; Bertarini è lecchese, modenese e bolognese; Bertatini compare a Milano; Bertato è veneto; Bertolli è tipicamente milanese e varesotto, con ceppi anche a Pistoia e in Trentino; Bertolla è toscano e settentrionale; Bertollo è padovano e vicentino; Bertollini è di Roma; Bertucci è genovese, lucchese, laziale, calabrese e siciliano; Bertuccio è messinese e genovese; Bertuccioli è riminese e della provincia di Pesaro e Urbino; Bertuccini è riminese; Berta è piemontese, ligure e lombardo; Bertaggia è veneto, lombardo e piemontese.

## Persone
- Matteo Berti (1977) – giornalista e conduttore televisivo italiano
- Matteo Berti (1998) – cestista italiano
- Michele Berti da Calci (? – 1389) – religioso e predicatore italiano, bruciato sul rogo come eretico